# Sommer-Paralympics 2012/Teilnehmer (Marokko)
| stlisierte Goldmedaille | stlisierte Silbermedaille | stlisierte Bronzemedaille |
| ----------------------- | ------------------------- | ------------------------- |
| 3                       | —                         | 3                         |

Marokko entsandte zu den Paralympischen Sommerspielen 2012 in London 31 Sportler – 6 Frauen und 25 Männer.

## Teilnehmer nach Sportart

### Leichtathletik
Frauen:
- Laila El Garaa
- Najat El Garraa
- Meryem En-Nourhi

Männer:
- Hafid Aharak
- Mohamed Amguoun
- Ayoub Chaoui
- El Amin Chentouf
- Mohamed Ed Dahmani
- Abdelhadi El Harti
- Abdelali El Kadioui El Idrissi
- Abdelillah Mame
- Azeddine Nouiri
- Youssef Ouaddali
- Rachid Rachad
- Tarik Zalzouli

### Powerlifting (Bankdrücken)
Frauen:
- Khadija Acem
- Fatima Bahji
- Malika Matar

Männer:
- Rachid Benzekri

### Rollstuhltennis
Männer:
- Lhaj Boukartacha

### Sitzvolleyball
Männer:
- Rachid Abdelouafi
- Abderrahim Aniss
- Hicham Aziani
- Rachid Benzekri
- Khalid Chtaibi
- Khalid Dami
- Abdelghani El Fitir
- Hicham El Jamili
- Karim Essaadi
- Mohammed Qouchairi
- Mohamed Souabi
- Youness Zaaboul